# Heinz Heckmann (Politiker)
Heinz Friedrich Heckmann (* 22. März 1932 in Langenbrücken; † 13. August 2012) war ein deutscher Verwaltungsfachmann und Politiker der CDU.

## Ausbildung und Beruf
Heckmann besuchte das Gymnasium in Bruchsal, wo er 1950 das Abitur ablegte. Danach machte er bis 1953 eine Ausbildung zum gehobenen nichttechnischen Verwaltungsdienst. Anschließend war er beim Regierungspräsidium Karlsruhe und beim Landratsamt Bruchsal tätig. 1961 wurde er Kreiskämmerer beim Landkreis Bruchsal. Dieses Amt übte er auch nach der Kreisreform 1973 beim Landkreis Karlsruhe aus.

## Politische Tätigkeit
Politisch engagierte er sich früh in der CDU, wo er zunächst im Kreis, später im Bezirk bis zum Vorsitzenden aufstieg und auch dem baden-württembergischen Landesvorstand der CDU angehörte. 1972 wurde Heckmann erstmals in den Landtag von Baden-Württemberg gewählt, dem er bis 1992 angehörte. 1978 wurde ihm das Amt des parlamentarischen Geschäftsführers der CDU-Fraktion im Landtag von Baden-Württemberg übertragen.
1980 holte ihn Ministerpräsident Lothar Späth in die Landesregierung und übertrug ihm das Amt eines Politischen Staatssekretärs, das heißt ohne Sitz und Stimme im Kabinett, im Finanzministerium unter Minister Guntram Palm. Dieses Amt hatte Heckmann auch nach den Landtagswahlen 1984 und 1988 inne. Im September 1989 verzichtete Heckmann auf sein Amt. Sein Nachfolger wurde Eugen Volz.
Heckmann übernahm dann bis 1996 einen Posten bei der Südwestdeutschen Salzwerke AG in Heilbronn.

## Sonstige Ämter, Ehrungen und Auszeichnungen
Neben seiner politischen Tätigkeit engagierte sich Heckmann auch im kulturellen Bereich. So war er lange Zeit Präsident des Landesverbands der Musikschulen Baden-Württembergs e.V., deren Ehrenpräsident er heute ist. Ferner war er im Vorstand der Internationalen Musikschulakademie und Kulturzentrum Schloss Kapfenburg in Lauchheim tätig. Heckmann war auch maßgeblich an der Gründung der International University in Germany gemeinnützige GmbH in Bruchsal beteiligt.
1978 erhielt er das Verdienstkreuz am Bande der Bundesrepublik Deutschland, 1983 das Verdienstkreuz 1. Klasse. Im Jahr 2002 wurde ihm von Ministerpräsident Erwin Teufel die Verdienstmedaille des Landes Baden-Württemberg verliehen.

## Familie und Privates
Heckmann war verheiratet mit Ursula, geborene Dorwarth, und hatte zwei Töchter.